# Lema michioi
Lema michioi là một loài bọ cánh cứng trong họ Chrysomelidae. Loài này được Suzuki miêu tả khoa học năm 2005.